# Branca (Albergaria-a-Velha)
Branca é uma vila portuguesa que é sede da Freguesia da Branca do Município de Albergaria-a-Velha, freguesia com 30,29 km² de área e 5427 habitantes (censo de 2021), tendo, assim, uma densidade populacional de 179,2 hab./km².
A povoação de Branca foi elevada à categoria de vila em 1989.
A freguesia tem povoamento disperso e é constituída por cerca de 222 lugares, sendo que a maior parte não é habitada, e outra parte foi absorvida por outros lugares de maior importância, servindo apenas para referências em escrituras e documentos oficiais, dado que caem em desuso.

## Origem toponímica
A origem do nome Branca, ao contrário do que indica a tradição oral, ou do que indica a palavra, não tem origem no nome ou cor de qualquer pessoa ou objecto.
Chamar-se-ia Auranca — nome de origem pré-romana do qual derivou o de Abranca, depois reduzido ao actual de Branca.
A lenda que se conta na tradição oral é de que em tempos, a freguesia da Branca era uma quinta, sob a posse de uma senhora de nome D. Branca. Tendo um dia aforado as terras, chamando pessoas, feitores, e trabalhadores que cultivavam a quinta, sob a condição de que o seu nome seria dado à terra.
No entanto, historiadores e estudiosos que escreveram acerca do assunto, defendem que Auranka seja de origem latina, mas de influência bárbara.[carece de fontes?] Auranka derivaria de aurum, "ouro", material que era encontrado nas minas do Palhal, originárias da Idade do Ferro. O sufixo -anka é de origem celta.[carece de fontes?]
O termo Branca, derivou portanto da palavra Auranka, que foi sobrevivendo até ao português arcaico. Com o evoluir da língua, a palavra foi evoluindo até à sua forma actual. No português arcaico, a letra "u" equivalia ao "v". Quando se deu a implantação do "v" na língua portuguesa, a sua implantação no norte e algumas regiões do centro mais a norte de Portugal foi muito difícil, transformando-se assim o som do "v" em "b", como aliás, ainda permanece como sotaque nesta região do país. Portanto, em vez de Avranca, as pessoas liam e diziam Abranca. Finalmente, e com o decorrer do tempo, a palavra foi evoluindo de Abranca até ao Branca de hoje.

## História
A presença humana nesta localidade, remonta aos tempos da ocupação das tribos lusitanas. Nesta freguesia, encontram-se vestígios de pequenos castros lusitanos, a que os historiadores atribuem a grande possibilidade de serem restos de um posto de defesa do território lusitano, dado que do topo da serra de São Julião, se conseguem avistar o oceano Atlântico, e todas as terras a norte até São João da Madeira(uma distância de cerca de 40 km). Esta posição foi sempre disputada entre os lusitanos e os celtas que invadiram a Península Ibérica, fundindo-se com os iberos, formando o povo celtiberos.
No entanto, a presença celta predominou, ocupando de vez esta região. Com a sua ocupação, os celtas fundaram (provavelmente) nesta localidade uma cidade chamada Talábriga. Esta cidade era tão importante na altura, que quando o Império Romano conquistou a Península, ligou-a às principais cidades da Península da altura.
Não há documentos que provem que a povoação continuou a existir depois da ocupação dos visigodos e da queda do Império Romano, ou até mesmo no tempo da ocupação dos mouros, mas tudo nos leva a crer que sim. Pouco tempo após a passagem da Reconquista por esta região, eram redigidos documentos que mencionavam a vila de Auranca, como sendo a actual Vila da Branca, no mesmo local onde se situava a cidade de Talábriga. Isto, torna muito pouco provável que a povoação tenha sido dotada ao esquecimento durante a ocupação visigótica e muçulmana, e que séculos depois, aquando a Reconquista, tivesse sido recuperada. O 1º documento encontrado com referências a Villa quam de Auranca data de 1098, e refere-se à localização geográfica da venda de uma quinta entre dois particulares numa carta de venda. Esta terra estava incluída no termo das Terras de Santa Maria.
Mais tarde, quando já existia o Reino de Portugal, e foram criados os primeiros municípios, Auranca pertencia ao concelho de Pinheiro da Bemposta, mas aquando a reforma territorial do século XIX, na qual foram extintos e criados concelhos, a freguesia da Branca passou do extinto concelho de Pinheiro da Bemposta, para o concelho de Albergaria-a-Velha onde se mantém até à actualidade. Esta transição deu-se a 24 de Outubro de 1855.

## Geografia e Hidrografia
A freguesia da Branca possuí uma geografia acidentada. A Oeste, a freguesia é ocupada sobretudo por uma planície com altitudes variáveis entre os 70 e os 110 metros. E a este, a freguesia é cortada de norte a sul pela serra de São Julião, que atinge uma altitude máxima de 333 metros. Na sua fronteira a este com a freguesia de Ribeira de Fráguas, e sudeste com a freguesia de Valmaior, corre o rio Caima.
O vale do rio Caima possuí no lado da freguesia da Branca algumas indústrias de importância vital para as populações residentes quer nos lugares branquenses daquele vale, quer para as populações da freguesia de Ribeira de Fráguas.
Naquele vale, de ambos os lados dele, há um antigo complexo mineiro que se encontra actualmente abandonado. Foi de extrema importância no país, de onde se extraiu enxofre, carvão, volfrâmio, galena, e até mesmo algum ouro. No vale existe uma mini-hidríca que gera energia elétrica.
No que diz respeito à hidrografia, Branca possui as nascentes dos ribeiros Jardim, Escuro e ribeiro dos Lagos, tendo também o Rio Caima a Este da freguesia, e um breve contacto com o rio Antuã na sua fronteira a noroeste.
Em 1220 contava com 37 casais. Em 1527 tinha 49 vizinhos. Em 1708 contaram-se 350 vizinhos. Em 1721 registaram-se 1241 habitamtes, em 1756 eram 1577.

## Demografia
A população registada nos censos foi:
| Distribuição da População por Grupos Etários | Distribuição da População por Grupos Etários | Distribuição da População por Grupos Etários | Distribuição da População por Grupos Etários | Distribuição da População por Grupos Etários |
| -------------------------------------------- | -------------------------------------------- | -------------------------------------------- | -------------------------------------------- | -------------------------------------------- |
| Ano                                          | 0-14 Anos                                    | 15-24 Anos                                   | 25-64 Anos                                   | > 65 Anos                                    |
| 2001                                         | 886                                          | 852                                          | 3029                                         | 733                                          |
| 2011                                         | 896                                          | 565                                          | 3196                                         | 964                                          |
| 2021                                         | 661                                          | 637                                          | 2857                                         | 1272                                         |

## Património
- Capelas de Nossa Senhora das Dores, de Nossa Senhora da Aflição, de Nossa Senhora dos Aflitos Viajantes, de São Marcos, de Nossa Senhora do Bom Sucesso, de Nossa Senhora da Boa Hora, de Santa Ana, de Nossa Senhora das Febres, de São Gião, de São Julião e de Santa Luzia
- Vestígios castrejos de São Julião e de Cristelo
- Edifício da junta de freguesia
- Miradouros do Cabeço do Jardim e da Volta do Colindro

## Infra-estruturas
- Apeadeiro de Branca (Linha do Vouga)
- EN1/IC2
- Linha do Vale do Vouga (Caminhos de ferro)
- Mini-hídrica no Rio Caima
- CTT
- Bancos
- Escolas do ensino básico do 1º, 2º e 3º ciclos (Agrupamento de Escolas da Branca)
- Piscinas Municipais
- Centro Cultural da Branca
- Salão Paroquial

## Associações
- Agrupamento de Escuteiros do Corpo Nacional de Escutas 1116 S.Vicente da Branca
- APPACDM
- Associação Recreativa e Musical Amigos da Branca
- Branca Activa Sport Clube
- Jobra - Associação de Jovens da Branca
- Jobra Educação (CMJ, ART'J, Made in J) (secção da Jobra)
- Grupo Desportivo e Recreativo de Soutelo
- Probranca
- CDB - Clube Desportivo da Branca
- C.N.-Clube de Nobrijo